# Porte des Maures
La porte des Maures (Puerta de Moros en espagnol) est l'une des portes d'accès à Madrid, en Espagne. Elle est située à l’intérieur de la muraille chrétienne de Madrid (es) et à proximité de l’Alcazar royal de Madrid.

## Localisation
Les portes adjacentes de la muraille chrétienne (es) sont Valnadú (es) et La Vega (es). La porte des Maures est voisine du faubourg mudéjar, lui-même proche de la Plazuela de los Carros, puis de la Place del Humilladero (es), entre la Calle del Almendro et Cava Baja (es).

## Histoire

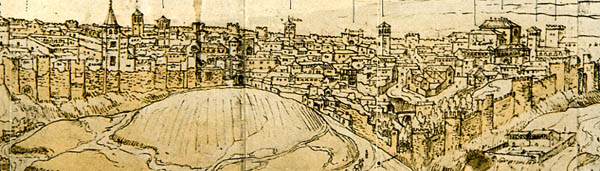
Détail du dessin réalisé par Anton van den Wyngaerde en 1562, montrant la, depuis son origine dans la muraille musulmane, près de la (à gauche), jusqu'à la porte des Maures, sur l'actuelle (à droite).

La porte est détruite en 1412 lors d'un soulèvement populaire, mais une autre est construite au XVIe siècle. C'est cette nouvelle porte qui apparaît sur un dessin réalisé par Anton van den Wyngaerde en 1562.
Après sa démolition définitive, l'espace est connu sous le nom de Place de la porte des Maures (es), avec une élégante fontaine (es) où trône la statue du berger Endymion, jusqu'à son déplacement en 1864 pour décorer la nouvelle fontaine de Lavapiés (es),.

## Description
Orientée vers le sud-ouest, elle est la porte préférée de ceux qui partent vers Tolède.
Elle semble être du même architectural que les tours de Serranos à Valence.